# Selección de criquet de Panamá
La selección de criquet de Panamá representa a Panamá en partidos internacionales de cricket. La Asociación de Cricket de Panamá se convirtió en miembro afiliado del Consejo Internacional de Críquet (ICC) en 2002. Su debut internacional se cree que tuvo lugar contra un equipo de Trinidad y Tobago en 1964.
En abril de 2018, El Consejo Internacional de Críquet otorgó el estado completo de Twenty20 International (T20I) a todos sus miembros. Por lo tanto, todos los partidos de Twenty20 jugados entre Panamá y otro equipo internacional después del 1 de enero de 2019 serán un T20I completo.

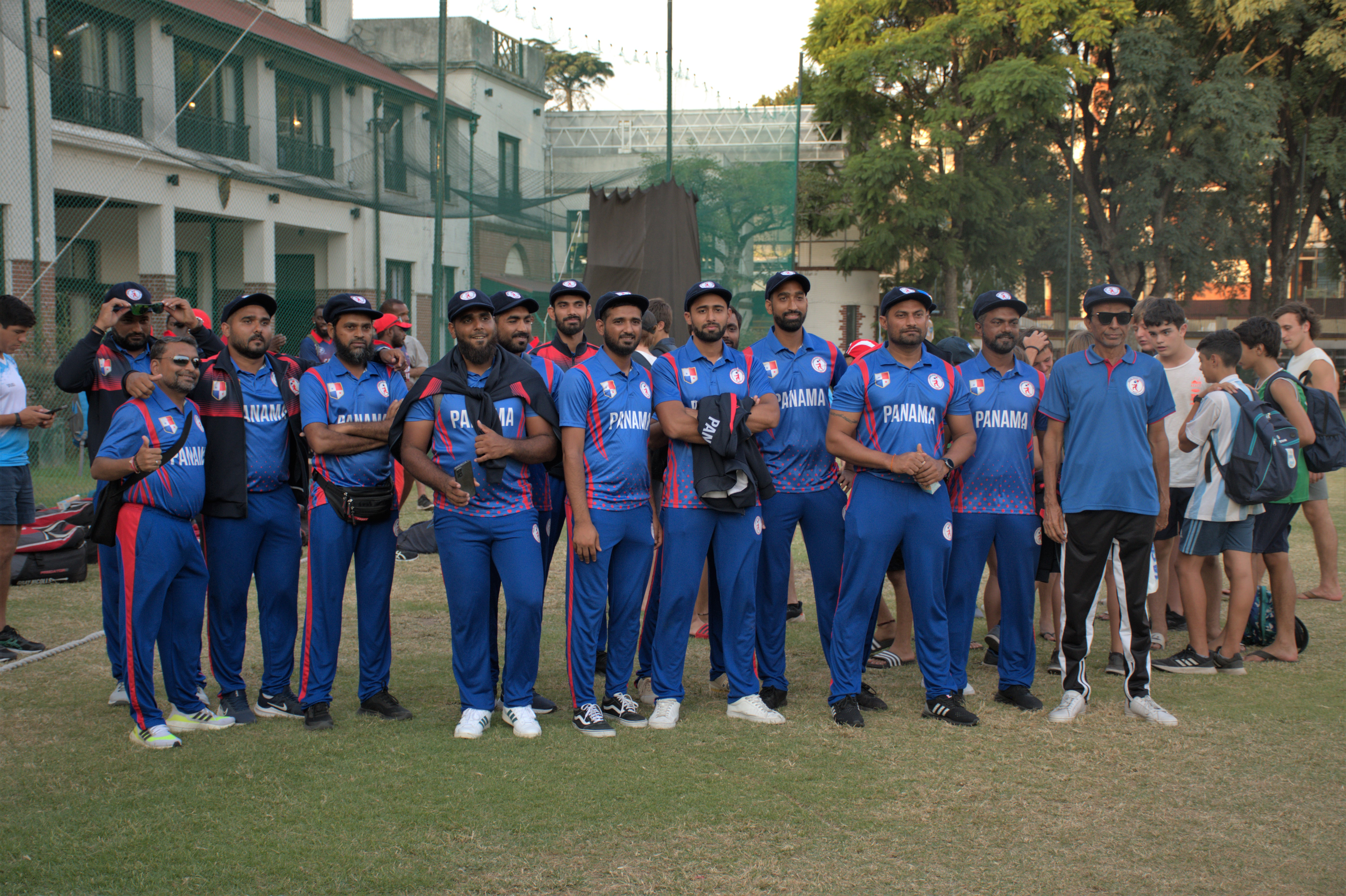
Selección Panameña de Criquet en la Ceremonia de Premiación de la Clasificación Subregional de América para la Men's T20 Cricket para la Copa del mundo de 2024.

## Historia
Cricket fue introducido a Panamá por afroantillanos  originarios de las Indias Occidentales y de las colonias británicas en el Caribe durante la construcción  del Canal de Panamá. Después de que algunos afroantillanos abandonaron el país, la mayor parte de la atención de la nación se centró en el Béisbol. El creciente número de habitantes de origen hindú creó un grupo llamado Indian Society. El propósito de esta sociedad era crear oportunidades para las relaciones y para encontrar nuevos lugares en los que se pudiera jugar al cricket. Debido a este esfuerzo, la popularidad del juego creció. Panamá se unió a la CPI como miembro afiliado en 2002 y desde entonces, el cricket ha florecido entre la población más fuerza.

## Primeras Participaciones Internacionales
Los primeros partidos internacionales del equipo en los últimos años vinieron en una serie amistosa contra Venezuela en 2000, que Panamá ganó 1-0. Panamá fue invitado a jugar en el cuarto Campeonato Sudamericano de Cricket ese mismo año. El equipo tuvo un buen desempeño en su primer torneo internacional, terminando cuarto de los siete equipos.
Panamá ha estado jugando sin los servicios de un entrenador nacional. Jugando en los últimos torneos regionales de la ICC, Panamá ha terminado segundo y tercero, por delante de países como Belice, Brasil y Turquía y Caicos. La participación más reciente se produjo en la División Dos de las Américas 2010, celebrada en las Bahamas, donde el equipo ganó tres partidos de cuatro y solo se perdió la promoción en la tasa de ejecución neta.

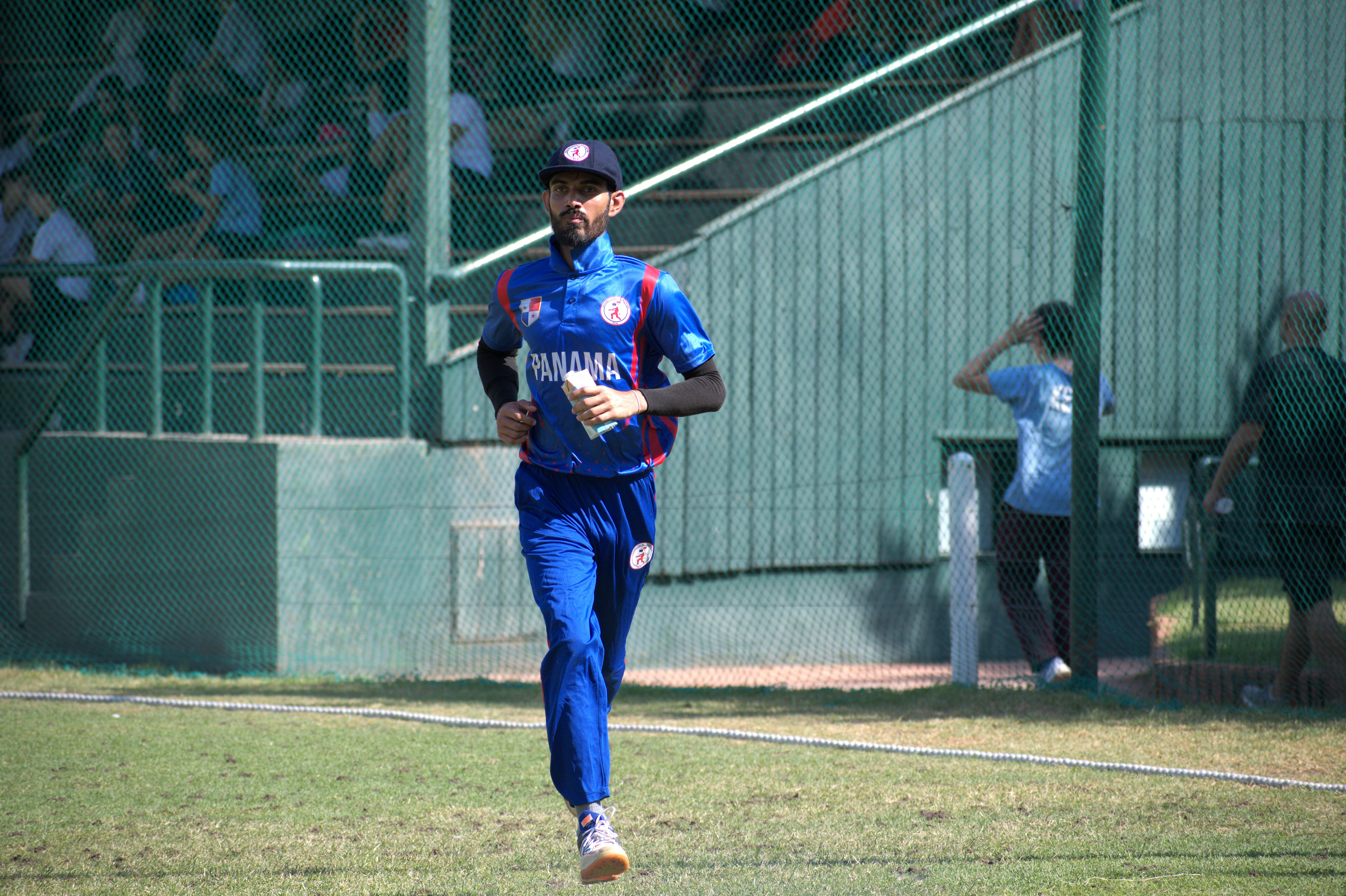
Jugador de la selección de criquet de Panamá

## Programa de desarrollo
La principal preocupación es la pérdida de los terrenos de cricket. Durante los últimos años, se han perdido cuatro motivos para el fútbol debido a dificultades financieras. La Asociación de Cricket de Panamá busca un terreno seguro para sus jugadores nacionales.

## Progreso en torneos desde 2002
Se están haciendo planes para comenzar a entrenar para jugadores junior, pero una vez más esto está limitado por las finanzas, ya que se requiere el uso de un gimnasio, debido a una temporada de lluvias que dura ocho meses al año.
En 2002, Panamá recibió el estatus de afiliado por parte del ICC junto con varios otros países de la Región de las Américas. Dos años más tarde, organizaron su primer torneo internacional, el Campeonato de Afiliados de las Américas. Terminaron como subcampeones hasta las Bahamas, perdiendo la calificación para el Campeonato ICC Américas.
El torneo de afiliados se amplió a una competencia de múltiples divisiones en 2006, y Panamá se colocó en la División Dos. Terminaron terceros en ese torneo, que se jugó en Argentina, detrás de los anfitriones y las Bahamas. Conservaron su lugar en la División Dos para 2008. En esta parte de la competencia, jugada en Suriname, Panamá terminó en el tercer lugar y permaneció en la división para el próximo ciclo, en 2010. En el mismo año, Panamá también terminó en el 3er lugar detrás de Suriname y los anfitriones, las Bahamas. En el Campeonato 2011, Panamá quedó como subcampeón detrás de Surinam en la División 2.
Panamá ingresó y organizó el Campeonato Centroamericano por primera vez en 2009. Ellos llegaron como favoritos, siendo el equipo internacional centroamericano más fuerte, y ganaron la competencia. El torneo fue su primera competencia internacional Twenty20.
Panamá también participó en el Campeonato America Regional T20 3rd Division en Buenos Aires, Argentina en marzo de 2014.

## Historia de Torneos
|  | ICC Americas Championship - 2000: Sin participación - 2002: Sin participación - 2004: Sin participación - 2006: 3er lugar (División Dos) - 2008: 3er lugar (División Dos) - 2010: 3er lugar (División Dos) - 2011: 2.º lugar (División Dos) - 2013: 2.º lugar (División Dos) Americas Affiliate Championships - 2001: Cuarto lugar - 2004: Segundo lugar | South American Championships - 1995–99: Sin participación - 2000: Cuarto lugar - 2002–13: Sin participación Central American Championships - 2006: Sin participación - 2007: Sin participación - 2009: Ganó |